# توومبا
توومبا یا تووومبا (با نام مستعار "باغ شهر" و "شهر ملکه") یک شهر ناحیهٔ دارلینگ داونز در ایالت کوئینزلند استرالیا است. این شهر در ۱۲۵ کیلومتر (۷۸ مایل) غرب پایتخت کوئینزلند، بریزبن قرار دارد. جمعیت آن برای سال ۲۰۱۶ برابر با ۱۵۶۱۶۸ نفر برآورد شده است. بیش از ۱۵۰ پارک عمومی و باغ در توومبا ساخته شده است. این شهر مرکز تجارت منطقه‌ای و خدمات دولتی است و مرکز ناحیه دارلینگ داونز محسوب می‌شود.
توومبا شانزدهمین شهر بزرگ استرالیاست و در ایالت کوئینزلند پس از بریزبن، گلدکُست، سانشاین کست، تاونزویل و کنز ششمین شهر بزرگ این ایالت است. در میان شهرهای درون سرزمینی (غیرساحلی) استرالیا، توومبا پس از کانبرا دومین شهر پرجمعیت محسوب می‌شود.

## تاریخچه

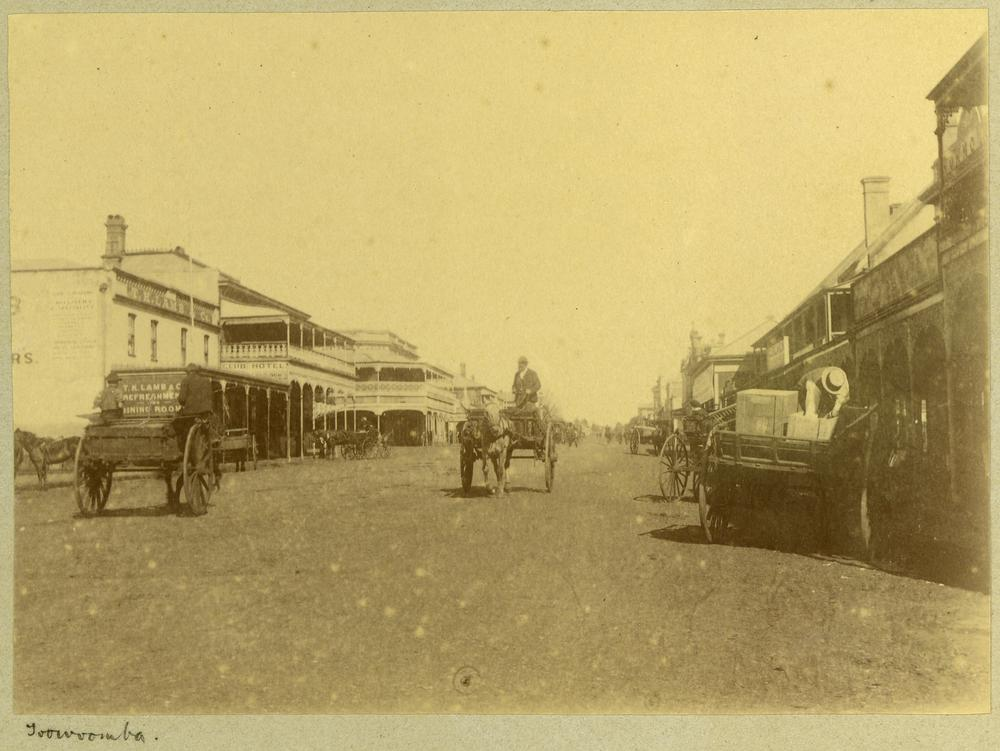
خیابان اصلی تووومبا در سال ۱۸۹۷.

سابقه استعمار توومبا به سال ۱۸۱۶ زمانی که گیاه‌شناس و کاشف انگلیسی الان کانینگهام از برزیل به استرالیا وارد شد بر می‌گردد و نیز در ماه ژوئن سال ۱۸۲۷ با کشف ۴ میلیون هکتار (16,000 km2) زمین‌های غنی کشاورزی و چرا که با عنوان دارلینگ داونز شناخته شد.

## جغرافیا

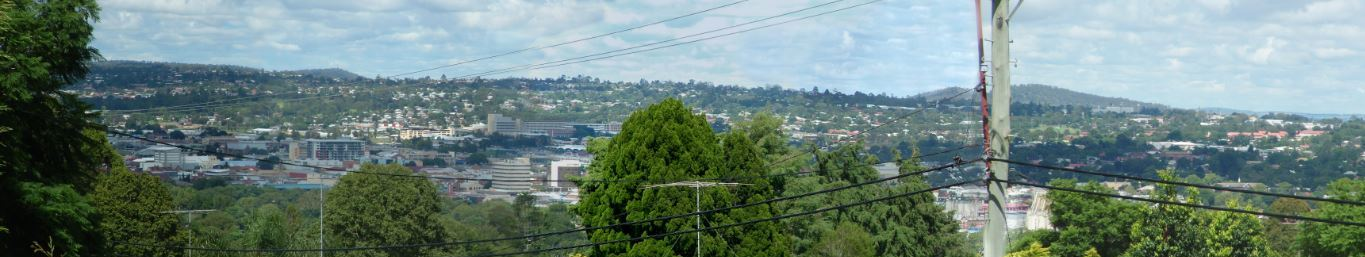
عکس پانوراما از تووومبا به سمت جنوب غربی.

تووومبا واقع در دامنه‌های غربی رشته کوه‌های بزرگ تقسیم‌کننده (هایلندز شرقی) و در ارتفاع حدود ۷۰۰ متر (۲٬۳۰۰ فوت) بالاتر از سطح دریا قرار گرفته است.
این شهر در حوضه آبی شی از ماری دارلینگ قرار گرفته است. نهر Gowrie که از توومبا می‌گذرد با طی مسیری حدود ۳۰۰۰ کیلومتر، به دهانه رودخانه مورای در نزدیکی آدلاید در جنوب استرالیا ختم می‌شود.
وجود خاک‌های آتشفشانی در منطقه کمک می‌کند تا ۱۵۰ پارک عمومی پراکنده در سراسر شهر حفاظت شوند. نورا، دکافور و چنار درختان رایج در این شهر هستند. برپایی جشنواره گل در سپتامبر باعث شده تا این شهر شهرت «باغ شهر» را پیدا کند. درختان برگریز از سراسر جهان در پارکهای توومبا وجود دارند.

### آب و هوا
تووومبا آب و هوای معتدل با تابستانهای ملایم و زمستانهای سرد دارد. در مقایسه با سایر نقاط Queensland, تووومبا شهری بادگیر، مه آلود و دارای بارش تگرگ محسوب می‌شود.

#### سیل ۲۰۱۱
در ۱۰ ژانویه ۲۰۱۱ تووومبا گرفتار سیل ناگهانی فاجعه باری شد. میزان بارش در این روز ۱۴۹ میلیمتر بود.
سیلاب کوئینزلند ۲۰۱۱ موجب خسارت به املاک و زیرساختها و منجر به مرگ ۲ نفر در تووومبا شد.

## معماری و میراث فرهنگی

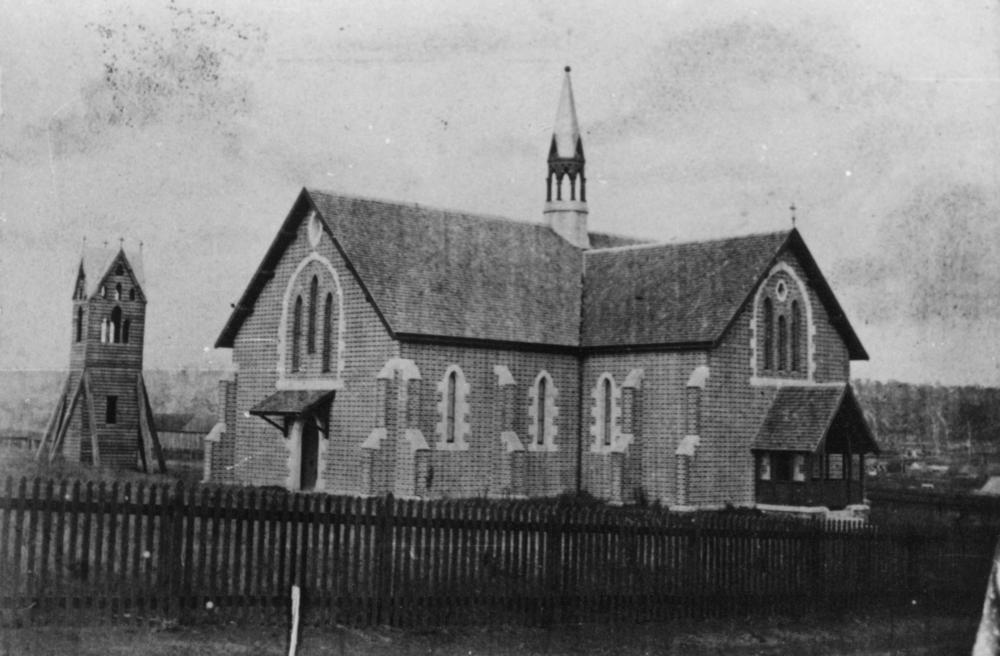
کلیسای سنت جیمز انگلستان در حال ساخت و ساز در سال ۱۸۶۹

تاریخ توومبا در بناهای آن حفظ شده است که نمونه‌های متعددی از آن قال ذکر است. خانه‌ها از نوع کوئینزلندی هستند.

## آموزش عالی
- دانشگاه کوئینزلند جنوبی
- TAFE کوئینزلند جنوب غرب
- دانشگاه کوئینزلند دارای یک مرکز در توومبا است.
- دانشگاه گریفیث مرکز آموزش بهداشت در تووومبا دارد.

## زیرساخت

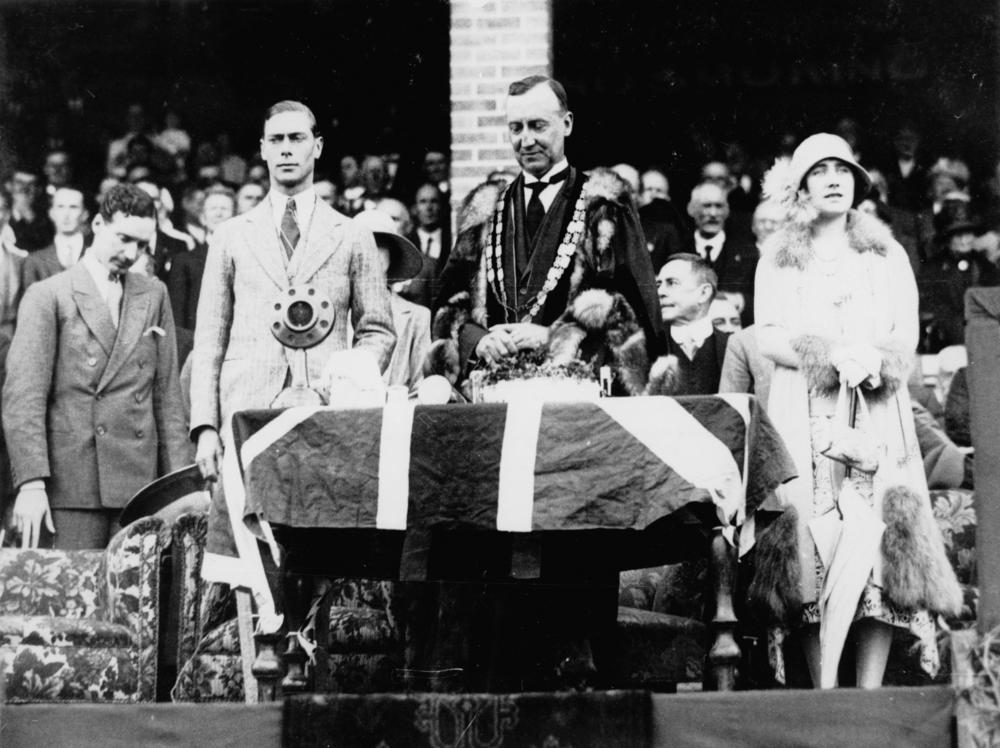
مراسم تاج گذاری دوک یورک و ملکه دوشس یورک در توومبا، ۱۹۲۷ میلادی

### حمل و نقل
ارتباطات جاده‌ای و ریلی در توومبا وجود دارد.
ایستگاه راه آهن توومبا، بخشی از شبکه کوئینزلند ریل است.
فرودگاه نزدیک به تووومبا، فرودگاه ولکمپ بریزبن است که سرویسهای QantasLink، AirNorth و رجینال اکسپرس در آن پروازهایی به سیدنی، ملبورن و کنز ارائه می‌دهند.

### جمعیت
در سرشماری ۲۰۱۱ جمعیت تووومبا ۹۶٬۵۶۷ نفر بوده است.

## شهرهای خواهرخوانده
* وانگونی Wanganui, نیوزیلند
* تاکاتسوکی ژاپن

- پاجو، کره جنوبی.[۱۴]